# Dániel Berzsenyi
Dans le nom hongrois Berzsenyi Dániel, le nom de famille précède le prénom, mais cet article utilise l’ordre habituel en français Dániel Berzsenyi, où le prénom précède le nom.
Dániel Berzsenyi ([ˈdaːniɛl], [ˈbɛɾʒɛɲi]), né le 7 mai 1776 à Egyházashetye et décédé le 24 février 1836 à Nikla, était un écrivain  hongrois.